# Lugh (Somalia)
Lugh, o Lugh Ganane (in somalo Luuq o Luuq Ganaane) è una città della Somalia, nella regione di Ghedo, non lontana dal triplo confine tra Somalia, Etiopia e Kenya. Sorge su una sorta di isola in un'ansa del Fiume Giuba
Lugh è una delle più antiche città somale, e vi si trova un importante mercato. Il nome della città in somalo significa corsia, e infatti la città è situata su una grande ansa del fiume Giuba, che la circonda da tre lati.
Vi si trova l'aeroporto di Lugh Ganane.

## Storia coloniale
In epoca coloniale la cittadina era nota come Lugh Ferrandi, perché così ribattezzata in onore dell'esploratore novarese Ugo Ferrandi, che la difesa al comando di circa cento uomini da mille assalitori abissini nel 1896. Era un importante centro di scambio commerciale tra l'Oltregiuba e l'Etiopia meridionale. Uno dei primi progetti di costruzione della ferrovia Mogadiscio-Villaggio Duca degli Abruzzi prevedeva che essa raggiungesse Lugh da Mogadiscio, per proseguire fino ad Addis Abeba, anche se il progetto fu dapprima modificato e infine abbandonato.